# Mille nuances de pluie
Pour plus de détails, voir Fiche technique et Distribution.
Mille nuances de pluie (titre anglais : Différent Kinds of Rain ; titre original : 1000 Arten Regen zu beschreiben) est le premier long métrage d'Isabel Prahl. Le film a été présenté pour la première fois au Tallinn Black Nights Film Festival 2017 et a été primé dans la catégorie Premier long métrage (meilleur film). Le film est sorti le 29 mars 2018 dans les cinémas allemands.

## Synopsis
Mike, qui a eu 18 ans, s'est enfermé dans sa chambre. Ses parents Susanne et Thomas, ainsi que sa sœur Miriam, sont désemparés par son comportement. Ils se postent régulièrement devant la porte de sa chambre. Cependant, comme Mike est déjà majeur et a volontairement décidé de ne vivre plus que dans sa chambre, sa famille n’a aucun moyen de le contraindre à se comporter différemment. On assiste aux différentes tentatives de chacun des membres de la famille d’amener Mike à revenir sur sa décision et à ne plus se taire. La seule communication entre Mike et l’extérieur se fait par le moyen de petits papiers glissés sous la porte. Venant de Mike, ils se limitent souvent à des bulletins météo laconiques concernant des épisodes pluvieux à un endroit ou un autre, du genre : 3 mai 10h53, Hanovre, averses éparses. Mille nuances de pluie traite de la manière dont la structure familiale réagit lorsqu’un membre décide d’un coup de s’isoler totalement. Il aborde aussi les conséquences possibles à long terme. Finalement, le reste de la famille ne trouve pas de solution pour ramener la paix et décide d’en finir d’une manière radicale en quittant la maison et en y laissant Mike. Sur le dernier petit mot que Miriam fait passer sous la porte, elle a écrit « Cher Mike, la pluie qui tombe sur notre peau, c’est la plus belle de toutes ».

## Production
Le film est le premier long métrage d'Isabel Prahl. Il a été tourné à Cologne en 27 jours. Le script est de Karin Kaçi. Andreas Köhler est responsable de la caméra et Daniel Scheuch a fait le montage. La musique du film est de Volker Bertelmann, alias Hauschka, qui a reçu une nomination aux Oscars et au Golden Globe pour la musique de film du film Lion : The Long Way Home.

## Thème
Le film fait référence au phénomène japonais connu sous le nom de hikikomori, qui se répand également en Europe occidentale.

## Distribution
- Bjarne Mädel : Thomas
- Bibiana Beglau : Susanne
- Emma Bading : Miriam
- Louis Hofmann : Oliver
- Janine Fautz : Elli
- David Hugo Schmitz : Alex
- Bela Gabor Lenz : Mike

## Réception

### Critique
Britta Schmeis écrit à epd Film : "La réussite du film tient à des dialogues minimalistes, à l'excellente prise de vue, à la musique impressionnante (Volker Bertelmann aka Hauschka) ainsi qu'à ses acteurs grandioses".
« Ce qui commence comme un récit d’un drame familial qui ne fait pas de bruit, se transforme en un film hystérique dans lequel on conserve l’humour et la compréhension du cheminement des personnages. » Filmdienst

### Récompenses
- Meilleur film au Tallinn Black Nights Film Festival 2017 dans la catégorie Premier long métrage[1]
- Meilleure musique de film au Festival international du film d'Aubagne 2018 de la compétition du long métrage[5]
- Nomination pour MFG-Star Baden-Baden 2018